# Ingrid Lempereur
Ingrid Lempereur (Messancy, 26 giugno 1969) è un'ex nuotatrice belga.
Specializzata nella rana ha vinto la medaglia di bronzo nei 200 m alle Olimpiadi di Los Angeles 1984.

## Palmarès
- Olimpiadi
  - Los Angeles 1984: bronzo nei 200 m rana.

- Europei di nuoto
  - 1987 - Strasburgo: argento nei 200 m rana.